# Molophilus masafuerae
Molophilus masafuerae är en tvåvingeart som beskrevs av Alexander 1952. Molophilus masafuerae ingår i släktet Molophilus och familjen småharkrankar. Inga underarter finns listade i Catalogue of Life.